# Гроєць (Освенцимський повіт)
Гроєць (пол. Grojec) — село в Польщі, у гміні Освенцим Освенцимського повіту Малопольського воєводства.
Населення — 3022 особи (2011).

## Історія
У 1975-1998 роках село належало до Бельського воєводства, підпорядковувалося районній адміністрації в Освенцимі.

## Демографія
Демографічна структура станом на 31 березня 2011 року:
|          | Загалом | Допрацездатний вік | Працездатний вік | Постпрацездатний вік |
| -------- | ------- | ------------------ | ---------------- | -------------------- |
| Чоловіки | 1471    | 308                | 1012             | 151                  |
| Жінки    | 1551    | 258                | 960              | 333                  |
| Разом    | 3022    | 566                | 1972             | 484                  |